# Rezultatele echipei naționale de fotbal a Italiei (2010–2029)
Aceasta este lista rezultatelor echipei naționale de fotbal a Italiei din 2010 până în prezent.

## 2010
| 3 March 2010International friendly | Italia | 0–0    | Camerun | Monaco, Franța                                                            |  |
| 20:45 CET (UTC+01:00)              |        | Raport |         | Stadion: Stade Louis II Spectatori: 10,752 Arbitru: Saïd Ennjimi (Franța) |  |

| 3 iunie 2010International friendly | Italia      | 1–2    | Mexic               | Bruxelles, Belgia                                                              |  |
| 19:15 CEST (UTC+02:00)             | Bonucci 89' | Raport | Vela 18' Medina 84' | Stadion: Stade Roi Baudouin Spectatori: 30,000 Arbitru: Johan Verbist (Belgia) |  |

| 5 iunie 2010International friendly | Elveția   | 1–1    | Italia           | Genève, Elveția                                                                |  |
| 20:45 CEST (UTC+02:00)             | Inler 10' | Raport | Quagliarella 14' | Stadion: Stade de Genève Spectatori: 30,000 Arbitru: Hervé Piccirillo (Franța) |  |

| 14 iunie 20102010 FIFA World Cup Group F | Italia       | 1–1    | Paraguay    | Cape Town, Africa de Sud                                                        |  |
| 20:30 SAST (UTC+02:00)                   | De Rossi 63' | Raport | Alcaraz 39' | Stadion: Cape Town Stadium Spectatori: 62,869 Arbitru: Benito Archundia (Mexic) |  |

| 20 iunie 20102010 FIFA World Cup Group F | Italia              | 1–1    | Noua Zeelandă | Nelspruit, Africa de Sud                                                        |  |
| 16:00 SAST (UTC+02:00)                   | Iaquinta 29' (pen.) | Raport | Smeltz 7'     | Stadion: Mbombela Stadium Spectatori: 38,229 Arbitru: Carlos Batres (Guatemala) |  |

| 24 iunie 20102010 FIFA World Cup Group F | Slovacia                    | 3–2    | Italia                           | Johannesburg, Africa de Sud                                                  |  |
| 16:00 SAST (UTC+02:00)                   | Vittek 25', 73' Kopúnek 89' | Raport | Di Natale 81' Quagliarella 90+2' | Stadion: Ellis Park Stadium Spectatori: 53,412 Arbitru: Howard Webb (Anglia) |  |

| 10 august 20101International friendly | Italia | 0–1    | Coasta de Fildeș | Londra, Anglia                                                           |  |
| 19:45 BST (UTC+01:00)                 |        | Raport | K. Touré 55'     | Stadion: Upton Park Spectatori: 11,000 Arbitru: Martin Atkinson (Anglia) |  |

| 3 September 2010UEFA Euro 2012 qualifying Group C | Estonia    | 1–2    | Italia                  | Tallinn, Estonia                                                                     |  |
| 21:30 EEST (UTC+03:00)                            | Zenjov 31' | Raport | Cassano 60' Bonucci 63' | Stadion: A. Le Coq Arena Spectatori: 8,600 Arbitru: Carlos Velasco Carballo (Spania) |  |

| 7 September 2010UEFA Euro 2012 qualifying Group C | Italia                                                            | 5–0    | Insulele Feroe | Florența, Italia                                                                       |  |
| 20:50 CEST (UTC+02:00)                            | Gilardino 11' De Rossi 22' Cassano 27' Quagliarella 81' Pirlo 90' | Raport |                | Stadion: Stadio Artemio Franchi Spectatori: 19,266 Arbitru: Aleksei Kulbakov (Belarus) |  |

| 8 October 2010UEFA Euro 2012 qualifying Group C | Irlanda de Nord | 0–0    | Italia | Belfast, Irlanda de Nord                                                |  |
| 19:45 BST (UTC+01:00)                           |                 | Raport |        | Stadion: Windsor Park Spectatori: 15,200 Arbitru: Tony Chapron (Franța) |  |

| 12 October 2010UEFA Euro 2012 qualifying Group C | Italia | 3–0 | Serbia | Genoa, Italia                                                                     |  |
| 20:50 CEST (UTC+02:00)                           |        | Match Awarded http://www.uefa.com/uefaeuro/season=2012/matches/round=15171/match=2002166/postmatch/report/index.html |        | Stadion: Stadio Luigi Ferraris Spectatori: 30,000 Arbitru: Craig Thomson (Scoția) |  |

| 17 noiembrie 2010International friendly | Italia            | 1–1    | România    | Klagenfurt, Austria                                                                |  |
| 20:30 CEST (UTC+02:00)                  | Marica 82' (o.g.) | Raport | Marica 34' | Stadion: Wörthersee Stadion Spectatori: 14.000 Arbitru: Thomas Einwaller (Austria) |  |

## 2011
| 9 February 2011International friendly | Germania  | 1–1    | Italia    | Dortmund, Germania                                                            |  |
| 20:45 CET (UTC+01:00)                 | Klose 17' | Raport | Rossi 81' | Stadion: Westfalenstadion Spectatori: 60,196 Arbitru: Eric Braamhaar (Olanda) |  |

| 25 March 2011UEFA Euro 2012 qualifying Group C | Slovenia | 0–1    | Italia    | Ljubljana, Slovenia                                                         |  |
| 20:45 CET (UTC+01:00)                          |          | Raport | Motta 73' | Stadion: Stožice Stadium Spectatori: 15,790 Arbitru: Felix Brych (Germania) |  |

| 29 March 2011International friendly | Ucraina | 0–2    | Italia              | Kiev, Ucraina                                                                          |  |
| 21:45 EEST (UTC+03:00)              |         | Raport | Rossi 27' Matri 81' | Stadion: Lobanovsky Dynamo Stadium Spectatori: 13,000 Arbitru: Alexei Nikolaev (Rusia) |  |

| 3 iunie 2011UEFA Euro 2012 qualifying Group C | Italia                            | 3–0    | Estonia | Modena, Italia                                                                            |  |
| 20:45 CEST (UTC+02:00)                        | Rossi 21' Cassano 39' Pazzini 68' | Raport |         | Stadion: Stadio Alberto Braglia Spectatori: 19,434 Arbitru: Alexandru Dan Tudor (România) |  |

| 7 iunie 2011International friendly | Italia | 0–2    | Republica Irlanda   | Liège, Belgia                                                                       |  |
| 20:45 CEST (UTC+02:00)             |        | Raport | Andrews 36' Cox 89' | Stadion: Stade Maurice Dufrasne Spectatori: 25,516 Arbitru: Serge Gumienny (Belgia) |  |

| 10 august 2011International friendly | Italia                     | 2–1    | Spania            | Bari, Italia                                                                  |  |
| 20:45 CEST (UTC+02:00)               | Montolivo 11' Aquilani 84' | Raport | Alonso 89' (pen.) | Stadion: Stadio San Nicola Spectatori: 50,000 Arbitru: Felix Brych (Germania) |  |

| 2 September 2011UEFA Euro 2012 qualifying Group C | Insulele Feroe | 0–1    | Italia      | Tórshavn, Insulele Feroe                                              |  |
| 19:45 WEST (UTC+01:00)                            |                | Raport | Cassano 11' | Stadion: Tórsvøllur Spectatori: 5,654 Arbitru: Tamás Bognár (Ungaria) |  |

| 6 September 2011UEFA Euro 2012 qualifying Group C | Italia      | 1–0    | Slovenia | Florența, Italia                                                                         |  |
| 20:45 CEST (UTC+02:00)                            | Pazzini 85' | Raport |          | Stadion: Stadio Artemio Franchi Spectatori: 18,000 Arbitru: Svein Oddvar Moen (Norvegia) |  |

| 7 October 2011UEFA Euro 2012 qualifying Group C | Serbia       | 1–1    | Italia       | Belgrad, Serbia                                                                       |  |
| 20:45 CEST (UTC+02:00)                          | Ivanović 26' | Raport | Marchisio 1' | Stadion: Stadion Crvena Zvezda Spectatori: 35,000 Arbitru: Pedro Proença (Portugalia) |  |

| 11 October 2011UEFA Euro 2012 qualifying Group C | Italia                              | 3–0    | Irlanda de Nord | Pescara, Italia                                                                    |  |
| 20:45 CEST (UTC+02:00)                           | Cassano 21', 53' McAuley 74' (o.g.) | Raport |                 | Stadion: Stadio Adriatico Spectatori: 19,480 Arbitru: Antonio Mateu Lahoz (Spania) |  |

| 11 noiembrie 2011International friendly | Polonia | 0–2    | Italia                    | Wrocław, Polonia                                                              |  |
| 20:45 CET (UTC+01:00)                   |         | Raport | Balotelli 30' Pazzini 60' | Stadion: Stadion Miejski Spectatori: 44,000 Arbitru: Laurent Duhamel (Franța) |  |

| 15 noiembrie 2011International friendly | Italia | 0–1    | Uruguay      | Roma, Italia                                                                   |  |
| 20:45 CET (UTC+01:00)                   |        | Raport | Fernández 3' | Stadion: Stadio Olimpico Spectatori: 42,000 Arbitru: Duarte Gomes (Portugalia) |  |

## 2012
| 29 February 2012International friendly | Italia | 0–1    | Statele Unite ale Americii | Genova, Italia                                                                    |  |
| 20:45 CET (UTC+01:00)                  |        | Raport | Dempsey 55'                | Stadion: Stadio Luigi Ferraris Spectatori: 15.000 Arbitru: Fırat Aydınus (Turcia) |  |

| 1 iunie 2012International friendly | Italia | 0–3    | Rusia                           | Zürich, Elveția                                                                 |  |
| 20:45 CEST (UTC+02:00)             |        | Raport | Kerzhakov 60' Shirokov 75', 89' | Stadion: Stadion Letzigrund Spectatori: 19,032 Arbitru: Nikolaj Hänni (Elveția) |  |

| 10 iunie 2012UEFA Euro 2012 Group C | Spania        | 1–1    | Italia       | Gdańsk, Polonia                                                               |  |
| 18:00 CEST (UTC+02:00)              | Di Natale 61' | Raport | Fàbregas 64' | Stadion: PGE Arena Gdańsk Spectatori: 38,869 Arbitru: Viktor Kassai (Ungaria) |  |

| 14 iunie 2012UEFA Euro 2012 Group C | Italia    | 1–1    | Croația       | Poznań, Polonia                                                             |  |
| 18:00 CEST (UTC+02:00)              | Pirlo 39' | Raport | Mandžukić 72' | Stadion: Municipal Stadium Spectatori: 37,096 Arbitru: Howard Webb (Anglia) |  |

| 18 iunie 2012UEFA Euro 2012 Group C | Italia                    | 2–0    | Republica Irlanda | Poznań, Polonia                                                              |  |
| 20:45 CEST (UTC+02:00)              | Cassano 35' Balotelli 90' | Raport |                   | Stadion: Municipal Stadium Spectatori: 37,096 Arbitru: Cüneyt Çakır (Turcia) |  |

| 24 iunie 2012UEFA Euro 2012 Quarter-final | Anglia                        | 0–0 (d.p.) (2–4 d.l.d.)                               | Italia | Kiev, Ucraina                                                                   |  |
| 21:45 EEST (UTC+03:00)                    |                               | Raport                                                |        | Stadion: Olympic Stadium Spectatori: 64,340 Arbitru: Pedro Proença (Portugalia) |  |
|                                           | Penalty-uri de departajare⁠(d) |                                                       |        |                                                                                 |  |
| *Gerrard - Rooney - Young - Cole          |                               | * Balotelli - Montolivo - Pirlo - Nocerino - Diamanti |        |                                                                                 |  |

| 28 iunie 2012UEFA Euro 2012 Semi-final | Germania          | 1–2    | Italia             | Varșovia, Polonia                                                              |  |
| 20:45 CEST (UTC+02:00)                 | Özil 90+2' (pen.) | Raport | Balotelli 20', 36' | Stadion: National Stadium Spectatori: 55,540 Arbitru: Stéphane Lannoy (Franța) |  |

| 1 iulie 2012UEFA Euro 2012 Final | Spania                                 | 4–0    | Italia | Kiev, Ucraina                                                                   |  |
| 21:45 EEST (UTC+03:00)           | Silva 14' Alba 41' Torres 84' Mata 88' | Raport |        | Stadion: Olympic Stadium Spectatori: 63.170 Arbitru: Pedro Proença (Portugalia) |  |

| 15 august 2012International friendly | Anglia                 | 2–1    | Italia       | Berna, Elveția                                                               |  |
| 21:00 CEST (UTC+02:00)               | Jagielka 28' Defoe 80' | Raport | De Rossi 15' | Stadion: Wankdorf Stadium Spectatori: 15.000 Arbitru: Sascha Kever (Elveția) |  |

| 7 September 20122014 FIFA World Cup qualification Group B | Bulgaria                   | 2–2    | Italia           | Sofia, Bulgaria                                                                             |  |
| 21:45 EEST (UTC+03:00)                                    | Manolev 30' G. Milanov 66' | Raport | Osvaldo 36', 40' | Stadion: Vasil Levski National Stadium Spectatori: 12,993 Arbitru: Martin Atkinson (Anglia) |  |

| 11 September 20122014 FIFA World Cup qualification Group B | Italia                 | 2–0    | Malta | Modena, Italia                                                                       |  |
| 20:45 CEST (UTC+02:00)                                     | Destro 5' Peluso 90+2' | Raport |       | Stadion: Stadio Alberto Braglia Spectatori: 18,000 Arbitru: Antti Munukka (Finlanda) |  |

| 12 October 20122014 FIFA World Cup qualification Group B | Armenia        | 1–3    | Italia                                    | Yerevan, Armenia                                                                |  |
| 21:00 UTC+4                                              | Mkhitaryan 28' | Raport | Pirlo 11' (pen.) De Rossi 64' Osvaldo 82' | Stadion: Hrazdan Stadium Spectatori: 25,000 Arbitru: Marijo Strahonja (Croația) |  |

| 16 October 20122014 FIFA World Cup qualification Group B | Italia                                   | 3–1    | Danemarca   | Milano, Italia                                                                       |  |
| 20:45 CEST (UTC+02:00)                                   | Montolivo 34' De Rossi 37' Balotelli 54' | Raport | Kvist 45+1' | Stadion: Stadio Giuseppe Meazza Spectatori: 37.027 Arbitru: Damir Skomina (Slovenia) |  |

| 14 noiembrie 2012International friendly | Italia          | 1–2    | Franța                 | Parma, Italia                                                                               |  |
| 20:50 CET (UTC+01:00)                   | El Shaarawy 35' | Raport | Valbuena 37' Gomis 67' | Stadion: Stadio Ennio Tardini Spectatori: 20.000 Arbitru: Alberto Undiano Mallenco (Spania) |  |

## 2013
| 6 februarie 2013International friendly | Țările de Jos | 1–1    | Italia         | Amsterdam, Olanda                                                          |  |
| 20:30 CET (UTC+01:00)                  | Lens 33'      | Raport | Verratti 90+1' | Stadion: Amsterdam Arena Spectatori: 45.000 Arbitru: Cüneyt Çakır (Turcia) |  |

| 21 martie 2013International friendly | Italia                     | 2–2    | Brazilia           | Geneva, Elveția                                                               |  |
| 20:30 CET (UTC+01:00)                | De Rossi 54' Balotelli 56' | Raport | Fred 33' Oscar 42' | Stadion: Stade de Genève Spectatori: 28.000 Arbitru: Stephan Studer (Elveția) |  |

| 26 March 20132014 FIFA World Cup qualification Group B | Malta | 0–2    | Italia                   | Ta' Qali, Malta                                                                          |  |
| 20:45 CET (UTC+01:00)                                  |       | Raport | Balotelli 8' (pen.), 45' | Stadion: Ta' Qali National Stadium Spectatori: 17.011 Arbitru: Serdar Gözübüyük (Olanda) |  |

| 31 May 2013International friendly | Italia                                        | 4–0    | San Marino | Bologna, Italia                                                         |  |
| 20:45 CEST (UTC+02:00)            | Poli 28' Gilardino 34' Pirlo 50' Aquilani 79' | Raport |            | Stadion: Renato Dall'Ara Spectatori: 24.804 Arbitru: Marco Borg (Malta) |  |

| 7 iunie 20132014 FIFA World Cup qualification Group B | Cehia | 0–0    | Italia | Praga, Cehia                                                                     |  |
| 20:45 CEST (UTC+02:00)                                |       | Raport |        | Stadion: Generali Arena Spectatori: 18.235 Arbitru: Svein Oddvar Moen (Norvegia) |  |

| 11 iunie 2013International friendly | Italia                       | 2–2    | Haiti                            | Rio de Janeiro, Brazilia                                                                      |  |
| 20:45 CEST (UTC+02:00)              | Giaccherini 1' Marchisio 72' | Raport | Millien 85' (pen.) Peguero 90+2' | Stadion: Estádio São Januário Spectatori: 15.000 Arbitru: Marcelo de Lima Henrique (Brazilia) |  |

| 16 iunie 20132013 FIFA Confederations Cup Group A | Mexic                | 1–2    | Italia                  | Rio de Janeiro, Brazilia                                                       |  |
| 16:00 BRST (UTC−02:00)                            | Hernández 34' (pen.) | Raport | Pirlo 27' Balotelli 78' | Stadion: Estádio do Maracanã Spectatori: 73.123 Arbitru: Enrique Osses (Chile) |  |

| 19 iunie 20132013 FIFA Confederations Cup Group A | Italia                                                           | 4–3    | Japonia                                 | Recife, Brazilia                                                             |  |
| 19:00 BRST (UTC−03:00)                            | De Rossi 41' Uchida 50' (o.g.) Balotelli 52' (pen.) Giovinco 86' | Raport | Honda 21' (pen.) Kagawa 33' Okazaki 69' | Stadion: Arena Pernambuco Spectatori: 40.489 Arbitru: Diego Abal (Argentina) |  |

| 22 iunie 20132013 FIFA Confederations Cup Group A | Italia                        | 2–4    | Brazilia                             | Salvador, Brazilia                                                                 |  |
| 16:00 BRST (UTC−03:00)                            | Giaccherini 51' Chiellini 71' | Raport | Dante 45+1' Neymar 55' Fred 66', 89' | Stadion: Arena Fonte Nova Spectatori: 48.874 Arbitru: Ravshan Irmatov (Uzbekistan) |  |

| 27 iunie 20132013 FIFA Confederations Cup Semi-final      | Spania                        | 0–0 (d.p.) (7–6 d.l.d.)                                                   | Italia | Fortaleza, Brazilia                                                         |  |
| 16:00 BRST (UTC−03:00)                                    |                               | Raport                                                                    |        | Stadion: Estádio Castelão, Spectatori: 56.083 Arbitru: Howard Webb (Anglia) |  |
|                                                           | Penalty-uri de departajare⁠(d) |                                                                           |        |                                                                             |  |
| *Xavi - Iniesta - Piqué - Ramos - Mata - Busquets - Navas |                               | * Candreva - Aquilani - De Rossi - Giovinco - Pirlo - Montolivo - Bonucci |        |                                                                             |  |

| 30 iunie 20132013 FIFA Confederations Cup Third place play-off | Uruguay                       | 2–2 (d.p.) (2–3 d.l.d.)                             | Italia                  | Salvador, Brazilia                                                              |  |
| 13:00 BRST (UTC−03:00)                                         | Cavani 58', 78'               | Raport                                              | Astori 24' Diamanti 73' | Stadion: Arena Fonte Nova Spectatori: 43,382 Arbitru: Djamel Haimoudi (Algeria) |  |
|                                                                | Penalty-uri de departajare⁠(d) |                                                     |                         |                                                                                 |  |
| *Forlán - Cavani - Suárez - Cáceres - Gargano                  |                               | * Aquilani - El Shaarawy - De Sciglio - Giaccherini |                         |                                                                                 |  |

| 14 august 2013International friendly | Italia      | 1–2    | Argentina              | Roma, Italia                                                                   |  |
| 20:45 CEST (UTC+02:00)               | Insigne 75' | Raport | Higuaín 21' Banega 49' | Stadion: Stadio Olimpico Spectatori: 35,000 Arbitru: Wolfgang Stark (Germania) |  |

| 6 septembrie 20132014 FIFA World Cup qualification Group B | Italia        | 1−0    | Bulgaria | Palermo, Italia                                                                            |  |
| 20:45 CEST (UTC+02:00)                                     | Gilardino 38' | Raport |          | Stadion: Stadio Renzo Barbera Spectatori: 28.662 Arbitru: Carlos Velasco Carballo (Spania) |  |

| 10 September 20132014 FIFA World Cup qualification Group B | Italia                             | 2–1    | Cehia     | Turin, Italia                                                                 |  |
| 20:45 CEST (UTC+02:00)                                     | Chiellini 52' Balotelli 54' (pen.) | Raport | Kozák 19' | Stadion: Juventus Stadium Spectatori: 35,299 Arbitru: Jonas Eriksson (Suedia) |  |

| 11 October 20132014 FIFA World Cup qualification Group B | Danemarca         | 2–2    | Italia                   | Copenhaga, Danemarca                                                         |  |
| 20:15 CEST (UTC+02:00)                                   | Bendtner 45', 79' | Raport | Osvaldo 28' Aquilani 91' | Stadion: Parken Stadium Spectatori: 35,305 Arbitru: Stephane Lannoy (Franța) |  |

| 15 octombrie 20132014 FIFA World Cup qualification Group B | Italia                     | 2–2    | Armenia                     | Napoli, Italia                                                                 |  |
| 20:45 CEST (UTC+02:00)                                     | Florenzi 24' Balotelli 76' | Raport | Movsisyan 5' Mkhitaryan 70' | Stadion: Stadio San Paolo Spectatori: 22.000 Arbitru: Michael Oliver (Armenia) |  |

| 15 noiembrie 2013International friendly | Italia    | 1–1    | Germania   | Milano, Italia                                                                                |  |
| 20:45 CET (UTC+01:00)                   | Abate 28' | Raport | Hummels 8' | Stadion: Stadio Giuseppe Meazza Spectatori: 40.000 Arbitru: Olegário Benquerença (Portugalia) |  |

| 18 noiembrie 2013International friendly | Italia                    | 2–2    | Nigeria             | Londra, Anglia                                                               |  |
| 19:45 GMT (UTC±00:00)                   | Rossi 12' Giaccherini 47' | Raport | Dike 35' Ameobi 39' | Stadion: Craven Cottage Spectatori: 15.267 Arbitru: Martin Atkinson (Anglia) |  |

## 2014
| 5 March 2014International friendly | Spania    | 1–0    | Italia | Madrid, Spania                                                                           |  |
| 21:00 CET (UTC+01:00)              | Pedro 63' | Raport |        | Stadion: Vicente Calderón Stadium Spectatori: 35,000 Arbitru: Yevhen Aranovsky (Ucraina) |  |

| 31 May 2014International friendly | Italia | 0–0    | Republica Irlanda | Londra, Anglia                                                              |  |
| 19:45 BST (UTC+01:00)             |        | Raport |                   | Stadion: Craven Cottage Spectatori: 22,879 Arbitru: Michael Oliver (Anglia) |  |

| 4 iunie 2014International friendly | Italia       | 1–1    | Luxemburg  | Perugia, Italia                                                                  |  |
| 20:45 CEST (UTC+02:00)             | Marchisio 9' | Raport | Chanot 85' | Stadion: Stadio Renato Curi Spectatori: 28.000 Arbitru: Damir Skomina (Slovenia) |  |

| 14 iunie 20142014 FIFA World Cup Group D | Anglia        | 1–2    | Italia                      | Manaus, Brazilia                                                           |  |
| 19:00 UTC−04:00                          | Sturridge 37' | Raport | Marchisio 35' Balotelli 50' | Stadion: Arena Amazônia Spectatori: 39.800 Arbitru: Björn Kuipers (Olanda) |  |

| 20 iunie 20142014 FIFA World Cup Group D | Italia | 0–1    | Costa Rica | Recife, Brazilia                                                            |  |
| 13:00 UTC−03:00                          |        | Raport | Ruiz 44'   | Stadion: Arena Pernambuco Spectatori: 40.285 Arbitru: Enrique Osses (Chile) |  |

| 24 iunie 20142014 FIFA World Cup Group D | Italia | 0–1                                                                            | Uruguay   | Natal, Brazilia                                                              |  |
| 13:00 UTC−03:00                          |        | [https://www.fifa.com/worldcup/matches/round=255931/match=300186465/index.html | Godín 81' | Stadion: Arena das Dunas Spectatori: 39.706 Arbitru: Marco Rodríguez (Mexic) |  |

| 4 septembrie 20141International friendly | Italia                          | 2–0    | Țările de Jos | Bari, Italia                                                                  |  |
| 20:45 CEST (UTC+02:00)                   | Immobile 3' De Rossi 10' (pen.) | Raport |               | Stadion: Stadio San Nicola Spectatori: 50.000 Arbitru: Sergei Karasev (Rusia) |  |

| 9 September 2014UEFA Euro 2016 qualifying Group H | Norvegia | 0–2    | Italia               | Oslo, Norvegia                                                               |  |
| 20:45 CEST (UTC+02:00)                            |          | Raport | Zaza 16' Bonucci 62' | Stadion: Ullevaal Stadion Spectatori: 26.265 Arbitru: Milorad Mažić (Serbia) |  |

| 10 October 2014UEFA Euro 2016 qualifying Group H | Italia             | 2–1    | Azerbaidjan          | Palermo, Italia                                                                  |  |
| 20:45 CEST (UTC+02:00)                           | Chiellini 44', 82' | Raport | Chiellini 76' (o.g.) | Stadion: Stadio Renzo Barbera Spectatori: 33.000 Arbitru: Hüseyin Göçek (Turcia) |  |

| 13 octombrie 2014UEFA Euro 2016 qualifying Group H | Malta | 0–1    | Italia    | Ta'Qali, Malta                                                                          |  |
| 20:45 CEST (UTC+02:00)                             |       | Raport | Pellè 23' | Stadion: Ta' Qali National Stadium Spectatori: 16.942 Arbitru: Ovidiu Hațegan (România) |  |

| 16 noiembrie 2014UEFA Euro 2016 qualifying Group H | Italia       | 1–1    | Croația     | Milano, Italia                                                       |  |
| 20:45 CET (UTC+01:00)                              | Candreva 11' | Raport | Perišić 15' | Stadion: San Siro Spectatori: 63.222 Arbitru: Björn Kuipers (Olanda) |  |

| 18 noiembrie 2014International friendly | Italia    | 1–0    | Albania | Genova, Italia                                                                          |  |
| 20:45 CET (UTC+01:00)                   | Okaka 82' | Raport |         | Stadion: Stadio Luigi Ferraris Spectatori: 26.000 Arbitru: Alexander Harkam (Australia) |  |

## 2015
| 28 martie 2015UEFA Euro 2016 qualifying Group H | Bulgaria                | 2–2    | Italia                   | Sofia, Bulgaria                                                                            |  |
| 20:45 EET (UTC+02:00)                           | Popov 11' Mitsanski 17' | Raport | Minev 4' (o.g.) Éder 84' | Stadion: Vasil Levski National Stadium Spectatori: 6.000 Arbitru: Damir Skomina (Slovenia) |  |

| 31 martie 2015International friendly | Italia    | 1–1    | Anglia       | Turin, Italia                                                                |  |
| 20:45 CEST (UTC+02:00)               | Pellè 29' | Raport | Townsend 79' | Stadion: Juventus Stadium Spectatori: 31.138 Arbitru: Felix Brych (Germania) |  |

| 12 iunie 2015UEFA Euro 2016 qualifying Group H | Croația       | 1–1    | Italia              | Split, Croația                                                          |  |
| 20:45 CEST (UTC+02:00)                         | Mandžukić 11' | Raport | Candreva 36' (pen.) | Stadion: Stadion Poljud Spectatori: 0 Arbitru: Martin Atkinson (Anglia) |  |

| 16 iunie 2015International friendly | Italia | 0–1    | Portugalia | Genève, Elveția                                                               |  |
| 20:30 CEST (UTC+02:00)              |        | Raport | Éder 52'   | Stadion: Stade de Genève Spectatori: 18,024 Arbitru: Stephan Studer (Elveția) |  |

| 3 septembrie 2015UEFA Euro 2016 qualifying Group H | Italia    | 1–0 | Malta | Florența, Italia                                                                     |  |
| 20:45 CEST (UTC+02:00)                             | Pellè 69' | [https://int.soccerway.com/matches/2015/09/03/europe/european-championship-qualification/italy/malta/1653307/?ICID=HP_MS_02_09 |       | Stadion: Stadio Artemio Franchi Spectatori: 12.551 Arbitru: Ivan Kružliak (Slovacia) |  |

| 6 septembrie 2015UEFA Euro 2016 qualifying Group H | Italia             | 1–0 | Bulgaria | Palermo, Italia                                                                  |  |
| 20:45 CEST (UTC+02:00)                             | De Rossi 6' (pen.) | [https://int.soccerway.com/matches/2015/09/06/europe/european-championship-qualification/italy/bulgaria/1653333/?ICID=HP_MS_01_09 |          | Stadion: Stadio Renzo Barbera Spectatori: 21.000 Arbitru: Sergey Karasev (Rusia) |  |

| 10 octombrie 2015UEFA Euro 2016 qualifying Group H | Azerbaidjan | 1–3    | Italia                               | Baku, Azerbaijan                                                                   |  |
| 18:00 CEST (UTC+02:00)                             | Nazarov 31' | Raport | Éder 11' El Shaarawy 43' Darmian 65' | Stadion: Baku National Stadium Spectatori: 35.000 Arbitru: William Collum (Scoția) |  |

| 13 octombrie 2015UEFA Euro 2016 qualifying Group H | Italia                 | 2–1    | Norvegia   | Roma, Italia                                                                |  |
| 20:45 CEST (UTC+02:00)                             | Florenzi 73' Pellè 82' | Raport | Tettey 23' | Stadion: Stadio Olimpico Spectatori: 30.000 Arbitru: Felix Brych (Germania) |  |

| 13 noiembrie 2015International friendly | Belgia                                     | 3–1    | Italia      | Bruxelles, Belgia                                                                     |  |
| 20:45 CET (UTC+01:00)                   | Vertonghen 13' De Bruyne 74' Batshuayi 82' | Raport | Candreva 3' | Stadion: King Baudouin Stadium Spectatori: 45.000 Arbitru: Szymon Marciniak (Polania) |  |

| 17 noiembrie 2015 International friendly | Italia                              | 2–2    | România              | Bologna, Italia                                                                        |  |
| 20:45 CET (UTC+01:00)                    | Marchisio 55' (pen.) Gabbiadini 66' | Raport | Stancu 8' Andone 89' | Stadion: Stadio Renato Dall'Ara Spectatori: 20,000 Arbitru: Adrien Jaccottet (Elveția) |  |

## 2016
| 24 March 2016International friendly | Italia      | 1–1    | Spania     | Udine, Italia                                                               |  |
| 20:45 CET (UTC+01:00)               | Insigne 68' | Raport | Aduriz 70' | Stadion: Stadio Friuli Spectatori: 23,300 Arbitru: Deniz Aytekin (Germania) |  |

| 29 March 2016International friendly | Germania                                       | 4–1    | Italia          | München, Germania                                                           |  |
| 20:45 CEST (UTC+02:00)              | Kroos 24' Götze 45' Hector 59' Özil 75' (pen.) | Raport | El Shaarawy 83' | Stadion: Allianz Arena Spectatori: 62,653 Arbitru: Oliver Drachta (Austria) |  |

| 29 May 2016International friendly | Italia    | 1–0    | Scoția | Ta' Qali, Malta                                                                       |  |
| 20:45 CEST (UTC+02:00)            | Pellè 57' | Raport |        | Stadion: Ta' Qali National Stadium Spectatori: 8,000 Arbitru: Alan Mario Sant (Malta) |  |

| 6 iunie 2016International friendly | Italia                           | 2–0    | Finlanda | Verona, Italia                                                                          |  |
| 20:45 CEST (UTC+02:00)             | Candreva 27' (pen.) De Rossi 71' | Raport |          | Stadion: Stadio Marc'Antonio Bentegodi Spectatori: 27,702 Arbitru: Bas Nijhuis (Olanda) |  |

| 13 iunie 2016UEFA Euro 2016 Group E | Belgia | 0–2    | Italia                      | Lyon, Franța                                                                           |  |
| 21:00 CEST (UTC+02:00)              |        | Raport | Giaccherini 32' Pellè 90+3' | Stadion: Parc Olympique Lyonnais Spectatori: 55,408 Arbitru: Mark Clattenburg (Anglia) |  |

| 17 iunie 2016UEFA Euro 2016 Group E | Italia   | 1–0    | Suedia | Toulouse, Franța                                                               |  |
| 15:00 CEST (UTC+02:00)              | Éder 88' | Raport |        | Stadion: Stadium Municipal Spectatori: 29,600 Arbitru: Viktor Kassai (Ungaria) |  |

| 22 iunie 2016UEFA Euro 2016 Group E | Italia | 0–1    | Republica Irlanda | Lille, Franța                                                                     |  |
| 21:00 CEST (UTC+02:00)              |        | Raport | Brady 85'         | Stadion: Stade Pierre-Mauroy Spectatori: 44,268 Arbitru: Ovidiu Hațegan (România) |  |

| 27 iunie 2016UEFA Euro 2016 Round of 16 | Italia                    | 2–0    | Spania | Saint-Denis, Franța                                                        |  |
| 18:00 CEST (UTC+02:00)                  | Chiellini 33' Pellè 90+1' | Raport |        | Stadion: Stade de France Spectatori: 76,165 Arbitru: Cüneyt Çakır (Turcia) |  |

| 2 iulie 2016UEFA Euro 2016 Quarter-final                                                  | Germania                      | 1–1 (d.p.) (6–5 d.l.d.)                                                                     | Italia             | Bordeaux, Franța                                                                       |  |
| 21:00 CEST (UTC+02:00)                                                                    | Özil 65'                      | Raport                                                                                      | Bonucci 78' (pen.) | Stadion: Nouveau Stade de Bordeaux Spectatori: 38.764 Arbitru: Viktor Kassai (Ungaria) |  |
|                                                                                           | Penalty-uri de departajare⁠(d) |                                                                                             |                    |                                                                                        |  |
| * Kroos - Müller - Özil - Draxler - Schweinsteiger - Hummels - Kimmich - Boateng - Hector |                               | * Insigne - Zaza - Barzagli - Pellè - Bonucci - Giaccherini - Parolo - De Sciglio - Darmian |                    |                                                                                        |  |

| 1 September 20161International friendly | Italia    | 1–3    | Franța                             | Bari, Italia                                                                  |  |
| 21:00 CEST (UTC+02:00)                  | Pellè 21' | Raport | Martial 17' Giroud 28' Kurzawa 81' | Stadion: Stadio San Nicola Spectatori: 39,000 Arbitru: Björn Kuipers (Olanda) |  |

| 5 September 20162018 FIFA World Cup qualification Group G | Israel          | 1–3    | Italia                                     | Haifa, Israel                                                                  |  |
| 20:45 CEST (UTC+02:00)                                    | Ben Haim II 35' | Raport | Pellè 14' Candreva 31' (pen.) Immobile 83' | Stadion: Sammy Ofer Stadium Spectatori: 30,000 Arbitru: Sergei Karasev (Rusia) |  |

| 6 October 20162018 FIFA World Cup qualification Group G | Italia              | 1–1    | Spania     | Turin, Italia                                                                |  |
| 20:45 CEST (UTC+02:00)                                  | De Rossi 82' (pen.) | Raport | Vitolo 55' | Stadion: Juventus Stadium Spectatori: 38,470 Arbitru: Felix Brych (Germania) |  |

| 9 October 20162018 FIFA World Cup qualification Group G | Macedonia de Nord          | 2–3    | Italia                          | Skopje, Macedonia                                                            |  |
| 20:45 CEST (UTC+02:00)                                  | Nestorovski 57' Hasani 59' | Raport | Belotti 24' Immobile 75', 90+2' | Stadion: Philip II Arena Spectatori: 19,195 Arbitru: Danny Makkelie (Olanda) |  |

| 12 noiembrie 20162018 FIFA World Cup qualification Group G | Liechtenstein | 0–4    | Italia                                     | Vaduz, Liechtenstein                                                       |  |
| 20:45 CET (UTC+01:00)                                      |               | Raport | Belotti 11', 44' Immobile 12' Candreva 32' | Stadion: Rheinpark Stadion Spectatori: 5,864 Arbitru: Ivan Bebek (Croația) |  |

| 15 noiembrie 2016International friendly | Italia | 0–0    | Germania | Milan, Italia                                                                |  |
| 20:45 CET (UTC+01:00)                   |        | Raport |          | Stadion: San Siro Spectatori: 48,600 Arbitru: Artur Soares Dias (Portugalia) |  |

## 2017
| 24 March 20172018 FIFA World Cup qualification Group G | Italia                           | 2–0    | Albania | Palermo, Italia                                                                    |  |
| 20:45 CET (UTC+01:00)                                  | De Rossi 12' (pen.) Immobile 71' | Raport |         | Stadion: Stadio Renzo Barbera Spectatori: 33,136 Arbitru: Slavko Vinčić (Slovenia) |  |

| 28 March 2017International friendly | Țările de Jos        | 1–2    | Italia               | Amsterdam, Olanda                                                            |  |
| 20:45 CEST (UTC+02:00)              | Romagnoli 10' (o.g.) | Raport | Éder 11' Bonucci 32' | Stadion: Amsterdam Arena Spectatori: 46,228 Arbitru: Jonas Eriksson (Suedia) |  |

| 7 iunie 2017International friendly | Italia                                           | 3–0    | Uruguay | Nice, Franța                                                                 |  |
| 21:00 CEST (UTC+02:00)             | Giménez 7' (o.g.) Éder 82' De Rossi 90+3' (pen.) | Raport |         | Stadion: Allianz Riviera Spectatori: 17,000 Arbitru: Clément Turpin (Franța) |  |

| 11 iunie 20172018 FIFA World Cup qualification Group G | Italia                                                             | 5–0    | Liechtenstein | Udine, Italia                                                            |  |
| 20:45 CEST (UTC+02:00)                                 | Insigne 35' Belotti 52' Éder 75' Bernardeschi 83' Gabbiadini 90+1' | Raport |               | Stadion: Stadio Friuli Spectatori: 20,514 Arbitru: Kevin Clancy (Scoția) |  |

| 2 September 20172018 FIFA World Cup qualification Group G | Spania                   | 3–0    | Italia | Madrid, Spania                                                                        |  |
| 20:45 CEST (UTC+02:00)                                    | Isco 13', 40' Morata 77' | Raport |        | Stadion: Santiago Bernabéu Stadium Spectatori: 73,628 Arbitru: Björn Kuipers (Olanda) |  |

| 5 September 20172018 FIFA World Cup qualification Group G | Italia       | 1–0    | Israel | Reggio Emilia, Italia                                                                            |  |
| 20:45 CEST (UTC+02:00)                                    | Immobile 53' | Raport |        | Stadion: Mapei Stadium – Città del Tricolore Spectatori: 15,507 Arbitru: Benoît Bastien (Franța) |  |

| 6 October 20172018 FIFA World Cup qualification Group G | Italia        | 1–1    | Macedonia de Nord | Turin, Italia                                                                                 |  |
| 20:45 CEST (UTC+02:00)                                  | Chiellini 40' | Raport | Trajkovski 77'    | Stadion: Stadio Olimpico Grande Torino Spectatori: 22,603 Arbitru: Tiago Martins (Portugalia) |  |

| 9 October 20172018 FIFA World Cup qualification Group G | Albania | 0–1    | Italia       | Shkodër, Albania                                                                      |  |
| 20:45 CEST (UTC+02:00)                                  |         | Raport | Candreva 73' | Stadion: Loro Boriçi Stadium Spectatori: 14,718 Arbitru: Svein Oddvar Moen (Norvegia) |  |

| 10 noiembrie 20172018 FIFA World Cup qualification Second round | Suedia        | 1–0    | Italia | Solna, Suedia                                                            |  |
| 20:45 CET (UTC+01:00)                                           | Johansson 61' | Raport |        | Stadion: Friends Arena Spectatori: 49,193 Arbitru: Cüneyt Çakır (Turcia) |  |

| 13 noiembrie 20172018 FIFA World Cup qualification Second round | Italia | 0–0    | Suedia | Milan, Italia                                                              |  |
| 20:45 CET (UTC+01:00)                                           |        | Raport |        | Stadion: San Siro Spectatori: 72,696 Arbitru: Antonio Mateu Lahoz (Spania) |  |

## 2018
| 23 March 20181Amical  | Italia | 0–2    | Argentina              | Manchester, Anglia                                                           |  |
| 19:45 GMT (UTC±00:00) |        | Raport | Banega 75' Lanzini 85' | Stadion: Etihad Stadium Spectatori: 25,000 Arbitru: Martin Atkinson (Anglia) |  |

| 27 March 2018Amical   | Anglia    | 1–1    | Italia             | Londra, Anglia                                                                |  |
| 20:00 BST (UTC+01:00) | Vardy 26' | Raport | Insigne 87' (pen.) | Stadion: Wembley Stadium Spectatori: 82,598 Arbitru: Deniz Aytekin (Germania) |  |

| 28 May 20181Amical     | Italia                    | 2–1    | Arabia Saudită | St. Gallen, Elveția                                                     |  |
| 20:45 CEST (UTC+02:00) | Balotelli 21' Belotti 69' | Raport | Al-Shehri 72'  | Stadion: kybunpark Spectatori: 10,100 Arbitru: Sandro Schärer (Elveția) |  |

| 1 iunie 2018Amical     | Franța                                     | 3–1    | Italia      | Nice, Franța                                                                 |  |
| 21:00 CEST (UTC+02:00) | Umtiti 8' Griezmann 29' (pen.) Dembélé 63' | Raport | Bonucci 36' | Stadion: Allianz Riviera Spectatori: 35,006 Arbitru: Anthony Taylor (Anglia) |  |

| 4 iunie 2018Amical     | Italia   | 1–1    | Țările de Jos | Turin, Italia                                                                     |  |
| 20:45 CEST (UTC+02:00) | Zaza 67' | Raport | Aké 88'       | Stadion: Allianz Stadium Spectatori: 20,500 Arbitru: Vladislav Bezborodov (Rusia) |  |

| 7 September 20182018–19 UEFA Nations League Group A3 | Italia              | 1–1    | Polonia       | Bologna, Italia                                                                     |  |
| 20:45 CEST (UTC+02:00)                               | Jorginho 78' (pen.) | Raport | Zieliński 40' | Stadion: Stadio Renato Dall'Ara Spectatori: 24,000 Arbitru: Felix Zwayer (Germania) |  |

| 10 September 20182018–19 UEFA Nations League Group A3 | Portugalia   | 1–0    | Italia | Lisabona, Portugalia                                                              |  |
| 20:45 CEST (UTC+02:00)                                | A. Silva 48' | Raport |        | Stadion: Estádio José Alvalade Spectatori: 52,635 Arbitru: Willie Collum (Scoția) |  |

| 10 October 2018Amical  | Italia           | 1–1    | Ucraina         | Genoa, Italia                                                                        |  |
| 20:45 CEST (UTC+02:00) | Bernardeschi 55' | Raport | Malinovskyi 62' | Stadion: Stadio Luigi Ferraris Spectatori: 12,000 Arbitru: Rade Obrenović (Slovenia) |  |

| 14 October 20182018–19 UEFA Nations League Group A3 | Polonia | 0–1    | Italia        | Chorzów, Polonia                                                             |  |
| 20:45 CEST (UTC+02:00)                              |         | Raport | Biraghi 90+2' | Stadion: Stadion Śląski Spectatori: 41,692 Arbitru: Damir Skomina (Slovenia) |  |

| 17 November 20182018–19 UEFA Nations League Group A3 | Italia | 0–0    | Portugalia | Milan, Italia                                                         |  |
| 20:45 CET (UTC+01:00)                                |        | Raport |            | Stadion: San Siro Spectatori: 73,000 Arbitru: Danny Makkelie (Olanda) |  |

| 20 November 2018Amical | Italia         | 1–0    | Statele Unite ale Americii | Genk, Belgia                                                             |  |
| 20:45 CET (UTC+01:00)  | Politano 90+4' | Raport |                            | Stadion: Luminus Arena Spectatori: 13,500 Arbitru: Cüneyt Çakır (Turcia) |  |

## 2019
| 23 March 2019UEFA Euro 2020 qualifying Group J | Italia              | 2–0    | Finlanda | Udine, Italia                                                             |  |
| 20:45 CET (UTC+01:00)                          | Barella 7' Kean 74' | Raport |          | Stadion: Stadio Friuli Spectatori: 24,000 Arbitru: Orel Grinfeld (Israel) |  |

| 26 March 2019UEFA Euro 2020 qualifying Group J | Italia                                                                              | 6–0    | Liechtenstein | Parma, Italia                                                                     |  |
| 20:45 CET (UTC+01:00)                          | Sensi 17' Verratti 32' Quagliarella 35' (pen.), 45+3' (pen.) Kean 69' Pavoletti 76' | Raport |               | Stadion: Stadio Ennio Tardini Spectatori: 19,834 Arbitru: Kirill Levnikov (Rusia) |  |

| 8 June 2019UEFA Euro 2020 qualifying Group J | Grecia | 0–3    | Italia                              | Atena, Grecia                                                                  |  |
| 20:45 CEST (UTC+02:00)                       |        | Raport | Barella 23' Insigne 30' Bonucci 33' | Stadion: Stadionul Olimpic Spectatori: 19,828 Arbitru: Anthony Taylor (Anglia) |  |

| 11 June 2019UEFA Euro 2020 qualifying Group J | Italia                   | 2–1    | Bosnia și Herțegovina | Turin, Italia                                                                           |  |
| 20:45 CEST (UTC+02:00)                        | Insigne 49' Verratti 86' | Raport | Džeko 32'             | Stadion: Juventus Stadium Spectatori: 29,100 Arbitru: Xavier Estrada Fernández (Spania) |  |

| 5 September 2019UEFA Euro 2020 qualifying Group J | Armenia        | 1–3    | Italia                                               | Yerevan, Armenia                                                                                  |  |
| 18:00 CEST (UTC+02:00)                            | Karapetian 11' | Raport | Belotti 28' Lo. Pellegrini 77' Ayrapetyan 80' (o.g.) | Stadion: Vazgen Sargsyan Republican Stadium Spectatori: 13,680 Arbitru: Daniel Siebert (Germania) |  |

| 8 September 2019UEFA Euro 2020 qualifying Group J | Finlanda         | 1–2    | Italia                           | Tampere, Finlanda                                                          |  |
| 20:45 CEST (UTC+02:00)                            | Pukki 72' (pen.) | Raport | Immobile 59' Jorginho 79' (pen.) | Stadion: Tampere Stadium Spectatori: 16,292 Arbitru: Bobby Madden (Scoția) |  |

| 12 October 2019UEFA Euro 2020 qualifying Group J | Italia                               | 2–0    | Grecia | Roma, Italia                                                                |  |
| 20:45 CEST (UTC+02:00)                           | Jorginho 63' (pen.) Bernardeschi 78' | Raport |        | Stadion: Stadio Olimpico Spectatori: 56,274 Arbitru: Sergei Karasev (Rusia) |  |

| 15 October 2019UEFA Euro 2020 qualifying Group J | Liechtenstein | 0–5    | Italia                                                           | Vaduz, Liechtenstein                                                            |  |
| 20:45 CEST (UTC+02:00)                           |               | Raport | Bernardeschi 2' Belotti 70', 90+2' Romagnoli 77' El Shaarawy 82' | Stadion: Rheinpark Stadion Spectatori: 5,087 Arbitru: Andris Treimanis (Latvia) |  |

| 15 November 2019UEFA Euro 2020 qualifying Group J | Bosnia și Herțegovina | 0–3    | Italia                             | Zenica, Bosnia și Herzegovina                                                    |  |
| 20:45 CET (UTC+01:00)                             |                       | Raport | Acerbi 21' Insigne 37' Belotti 52' | Stadion: Bilino Polje Stadium Spectatori: 8,355 Arbitru: Sandr Schärer (Elveția) |  |

| 18 November 2019UEFA Euro 2020 qualifying Group J | Italia                                                                                                 | 9–1    | Armenia     | Palermo, Italia                                                                      |  |
| 20:45 CET (UTC+01:00)                             | Immobile 8', 33' Zaniolo 9', 64' Barella 29' Romagnoli 72' Jorginho 75' (pen.) Orsolini 78' Chiesa 81' | Raport | Babayan 79' | Stadion: Stadio Renzo Barbera Spectatori: 27,752 Arbitru: Tiago Martins (Portugalia) |  |

## 2020
| 4 September 20202020–21 UEFA Nations League Group A1 | Italia     | 1–1    | Bosnia și Herțegovina | Florența, Italia                                                                        |  |
| 20:45 CEST (UTC+02:00)                               | *Sensi 67' | Raport | *Džeko 57'            | Stadion: Stadio Artemio Franchi Spectatori: 0 Arbitru: Anastasios Sidiropoulos (Grecia) |  |

| 7 September 20202020–21 UEFA Nations League Group A1 | Țările de Jos | 0–1    | Italia         | Amsterdam, Olanda                                                         |  |
| 20:45 CEST (UTC+02:00)                               |               | Raport | *Barella 45+1' | Stadion: Johan Cruyff Arena Spectatori: 0 Arbitru: Felix Brych (Germania) |  |

| 7 October 2020International friendly | Italia                                                                                 | 6–0    | Republica Moldova | Florența, Italia                                                                 |  |
| 20:45 CEST (UTC+02:00)               | *Cristante 19' - Caputo 23' - El Shaarawy 30', 45+1' - Posmac 38' (o.g.) - Berardi 72' | Raport |                   | Stadion: Stadio Artemio Franchi Spectatori: 0 Arbitru: Daniel Siebert (Germania) |  |

| 11 October 20202020–21 UEFA Nations League Group A1 | Polonia | 0–0    | Italia | Gdańsk, Polonia                                                                                |  |
| 20:45 CEST (UTC+02:00)                              |         | Raport |        | Stadion: Stadion Energa Gdańsk Spectatori: 9,200 Arbitru: José María Sánchez Martínez (Spania) |  |

| 14 October 20202020–21 UEFA Nations League Group A1 | Italia          | 1–1    | Țările de Jos    | Bergamo, Italia                                                                          |  |
| 20:45 CEST (UTC+02:00)                              | *Pellegrini 16' | Raport | *Van de Beek 25' | Stadion: Stadio Atleti Azzurri d'Italia Spectatori: 623 Arbitru: Anthony Taylor (Anglia) |  |

| 11 November 2020International friendly | Italia                                                          | 4–0    | Estonia | Florența, Italia                                                                 |  |
| 20:45 CET (UTC+01:00)                  | *Grifo 14', 75' (pen.) - Bernardeschi 27' - Orsolini 86' (pen.) | Raport |         | Stadion: Stadio Artemio Franchi Spectatori: 0 Arbitru: Rade Obrenovič (Slovenia) |  |

| 15 November 20202020–21 UEFA Nations League Group A1 | Italia                             | 2–0    | Polonia | Reggio Emilia, Italia                                                              |  |
| 20:45 CET (UTC+01:00)                                | *Jorginho 27' (pen.) - Berardi 84' | Raport |         | Stadion: Stadio Città del Tricolore Spectatori: 0 Arbitru: Clément Turpin (Franța) |  |

| 18 November 20202020–21 UEFA Nations League Group A1 | Bosnia și Herțegovina | 0–2    | Italia                     | Sarajevo, Bosnia și Herzegovina                                                 |  |
| 20:45 CET (UTC+01:00)                                |                       | Raport | *Belotti 22' - Berardi 68' | Stadion: Stadion Grbavica Spectatori: 0 Arbitru: Artur Soares Dias (Portugalia) |  |

## 2021
| 25 March 20212022 FIFA World Cup qualification Group C | Italia                      | 2–0    | Irlanda de Nord | Parma, Italia                                                               |  |
| 20:45 CET (UTC+01:00)                                  | *Berardi 14' - Immobile 39' | Raport |                 | Stadion: Stadio Ennio Tardini Spectatori: 0 Arbitru: Ali Palabıyık (Turcia) |  |

| 28 March 20212022 FIFA World Cup qualification Group C | Bulgaria | 0–2    | Italia                              | Sofia, Bulgaria                                                                        |  |
| 20:45 CEST (UTC+02:00)                                 |          | Raport | *Belotti 43' (pen.) - Locatelli 83' | Stadion: Vasil Levski National Stadium Spectatori: 0 Arbitru: Slavko Vinčić (Slovenia) |  |

| 31 March 20212022 FIFA World Cup qualification Group C | Lituania | 0–2    | Italia                             | Vilnius, Lithuania                                                     |  |
| 20:45 CEST (UTC+02:00)                                 |          | Raport | *Sensi 48' - Immobile 90+4' (pen.) | Stadion: LFF Stadium Spectatori: 0 Arbitru: Paweł Raczkowski (Polonia) |  |

| 28 mai 2021Amical      | Italia                                                                               | 7–0    | San Marino | Cagliari, Italia                                                             |  |
| 20:45 CEST (UTC+02:00) | *Bernardeschi 32' - Ferrari 34' - Politano 49', 77' - Belotti 67' - Pessina 75', 87' | Raport |            | Stadion: Sardegna Arena Spectatori: 0 Arbitru: Trustin Farrugia Cann (Malta) |  |

| 4 iunie 2021Amical     | Italia                                                  | 4–0    | Cehia | Bologna, Italia                                                                 |  |
| 20:45 CEST (UTC+02:00) | *Immobile 23' - Barella 42' - Insigne 66' - Berardi 73' | Raport |       | Stadion: Stadio Renato Dall'Ara Spectatori: 0 Arbitru: Lionel Tschudi (Elveția) |  |

| 11 iunie 2021UEFA Euro 2020 Group A | Turcia | 0–3    | Italia                                           | Roma, Italia                                                                 |  |
| 21:00 CEST (UTC+02:00)              |        | Raport | *Demiral 53' (o.g.) - Immobile 66' - Insigne 79' | Stadion: Stadio Olimpico Spectatori: 12,916 Arbitru: Danny Makkelie (Olanda) |  |

| 16 iunie 2021UEFA Euro 2020 Group A | Italia                             | 3–0    | Elveția | Roma, Italia                                                                |  |
| 21:00 CEST (UTC+02:00)              | *Locatelli 26', 52' - Immobile 89' | Raport |         | Stadion: Stadio Olimpico Spectatori: 12,445 Arbitru: Sergei Karasev (Rusia) |  |

| 20 iunie 2021UEFA Euro 2020 Group A | Italia       | 1–0    | Țara Galilor | Roma, Italia                                                                  |  |
| 18:00 CEST (UTC+02:00)              | *Pessina 39' | Raport |              | Stadion: Stadio Olimpico Spectatori: 11,541 Arbitru: Ovidiu Hațegan (România) |  |

| 26 iunie 2021UEFA Euro 2020 Round of 16 | Italia                     | 2–1 (d.p.) | Austria         | Londra, Anglia                                                               |  |
| 21:00 CEST (UTC+01:00)                  | *Chiesa 95' - Pessina 105' | Raport     | *Kalajdžić 114' | Stadion: Wembley Stadium Spectatori: 18,910 Arbitru: Anthony Taylor (Anglia) |  |

| 2 iulie 2021UEFA Euro 2020 Quarter-finals | Belgia               | 1–2    | Italia                     | München, Germania                                                           |  |
| 21:00 CEST (UTC+02:00)                    | *Lukaku 45+2' (pen.) | Raport | *Barella 31' - Insigne 44' | Stadion: Allianz Arena Spectatori: 12,984 Arbitru: Slavko Vinčić (Slovenia) |  |

| 6 iulie 2021UEFA Euro 2020 Semi-finals                   | Italia                        | 1–1 (d.p.) (4–2 d.l.d.)           | Spania      | Londra, Anglia                                                              |  |
| 21:00 CEST (UTC+01:00)                                   | *Chiesa 60'                   | Raport                            | *Morata 80' | Stadion: Wembley Stadium Spectatori: 57,811 Arbitru: Felix Brych (Germania) |  |
|                                                          | Penalty-uri de departajare⁠(d) |                                   |             |                                                                             |  |
| *Locatelli - Belotti - Bonucci - Bernardeschi - Jorginho |                               | * Olmo - Gerard - Thiago - Morata |             |                                                                             |  |

1Indicates new coach